# Marcin Leopolita
Marcin Leopolita (zwany także Marcinem ze Lwowa lub Marcinem Lwowczykiem) (ur. ok. 1540 we Lwowie, zm. ok. 1589) – polski twórca muzyki renesansowej, organista, poeta.
Prawdopodobnie studiował w Krakowie na uniwersytecie krakowskim, nie wiadomo jednak, u kogo się kształcił. W maju 1560 przyjęty został do Kapeli Rorantystów jako nadworny kompozytor i organista Zygmunta II Augusta. Działał w niej prawdopodobnie około czterech lat. Następnie wrócił do Lwowa (być może w 1564), gdzie spędził większą część życia, brak jednak innych informacji o tym okresie jego życia. Leopolita uważany jest za najwybitniejszego polskiego kompozytora tworzącego muzykę kościelną w dojrzałym stylu polifonii franko-flamandzkiej.
Za życia nie ukazała się drukiem żadna kompozycja Leopolity. Wiele pozostawionych rękopisów zaginęło, m.in. cykl introitów i sekwencji, kilkadziesiąt motetów i kilka mszy. Do 1909 rękopisy dwóch jego mszy pięciogłosowych – Missa Rorate i Missa de Ressurrectione – znajdowały się w Zbiorach Kapituły Katedralnej na Wawelu.
Zachowana twórczość:
- Missa Paschalis – 5-głosowy (w Agnus Dei 6-głosowy) cykl mszalny, oparty na melodii czterech polskich pieśni wielkanocnych: Chrystus Pan zmartwychwstał, Chrystus zmartwychwstał jest, Wesoły dzień nam dziś nastał, Wstał Pan Chrystus. Jest to najstarszy zachowany pełny cykl mszalny napisany przez kompozytora polskiego.
- Cibavit eos, Mihit autem, Resurgente Christo, Spiritus Domini – 4 motety zachowane w całości w transkrypcji organowej bez tekstu, napisane w fakturze 5-głosowej a cappella, z cantus firmus w głosach środkowych[3].
- Veni in hortum meum – motet zachowany częściowo (głosy quintus i bassus)